# Baia Mare
Baia Mare (ungerska: Nagybánya) är en stad (municipiu) som utgör residensstad i länet Maramureș i nordvästra Rumänien. Staden är belägen vid floden Săsar, cirka 100 kilometer norr om staden Cluj-Napoca och hade 123 738 invånare 2011.

## Historia
Baia Mare grundades på 1100-talet av tyska invandrare, under namnet Neustadt. Namnet Baia Mare är första gången nämnt 1327.

## Näringsliv
Baia Mare är ett viktigt gruvcentrum. I närområdet utvinns guld, silver, bly, koppar, mangan och salt, och i staden finns metallurgisk industri samt maskin- och träindustri. Staden har ett universitet.

### Gruvverksamhet och miljöproblem
Gruvverksamheten i och omkring Baia Mare har pågått i hundratals år. Den har medfört en hög föroreningsnivå i jord, vatten och luft. När en fördämning brast år 2000 läckte omkring 100 000 m³ cyanidhaltigt vatten ut från en damm som användes för att extrahera guld från gruvslagg. Förutom cyanid innehöll utsläppet flera olika slags tungmetaller, särskilt koppar, men även bland annat bly och zink. Flera floder blev kraftigt förorenade. I floderna Săsar, Lăpuș, Someș och Tisza långt in i Ungern dog de flesta fiskar och annat vattenliv. Cyaniden försvann emellertid snart, och livet i floderna kom gradvis åter. Översvämningar i Tisza om våren fick koncentrationen av tungmetaller att stiga, dock under riskgränserna. Verkningarna på näringskedjan har dock varit mer långvariga.

## Vänorter
Baia Mare har följande vänorter:
- Bielsko-Biała, Polen
- Hódmezővásárhely, Ungern
- Hollywood, USA
- Ivano-Frankivsk, Ukraina
- Kitwe, Zambia
- Nyíregyháza, Ungern
- Serino, Italien
- Szolnok, Ungern
- Wels, Österrike

## Bilder

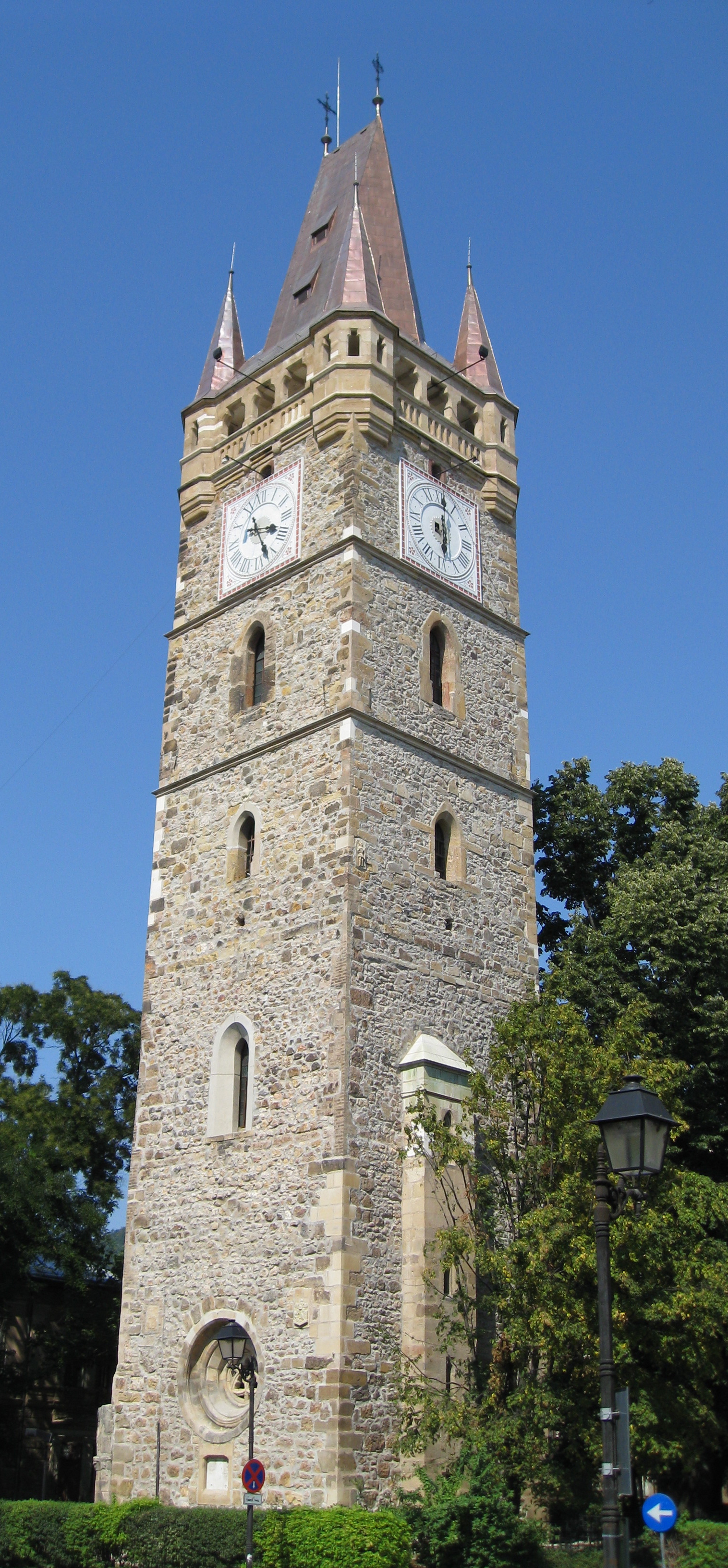
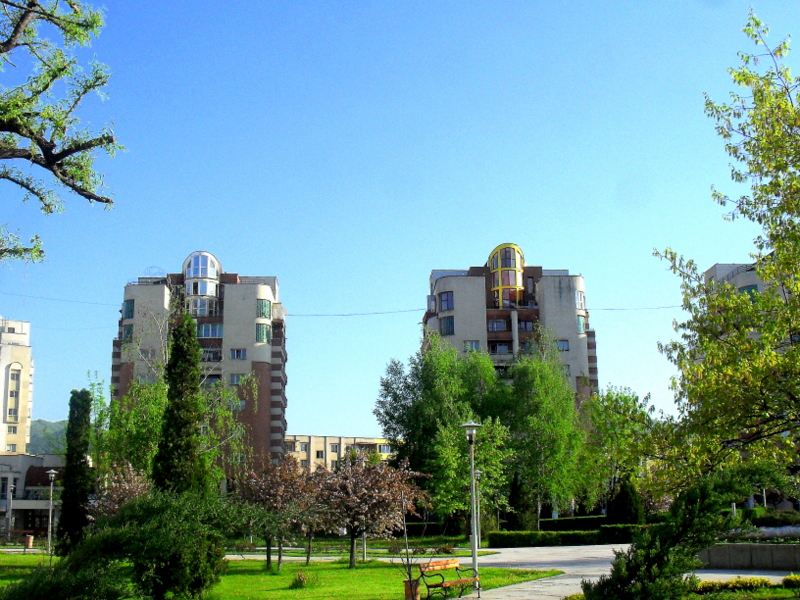
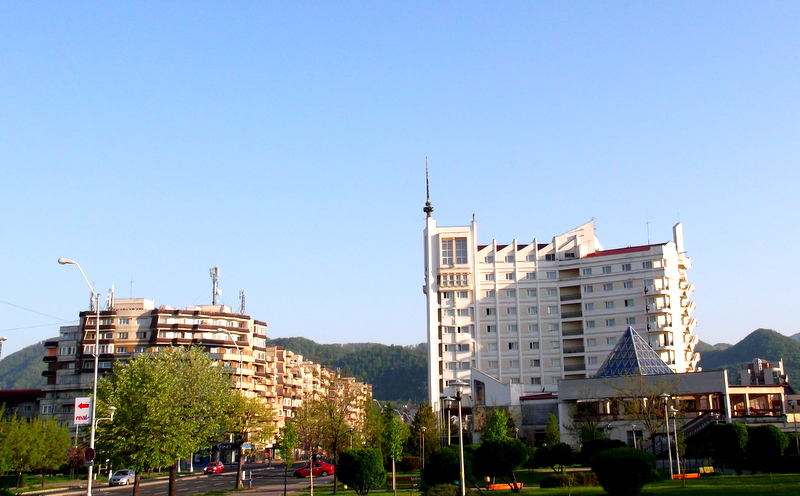
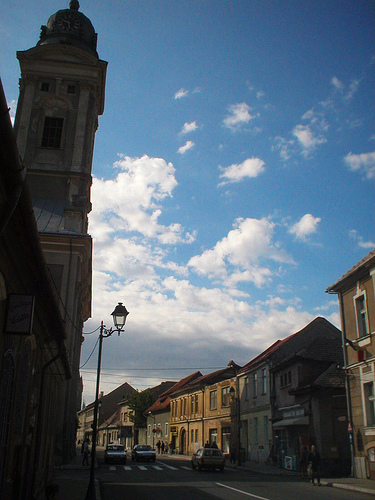
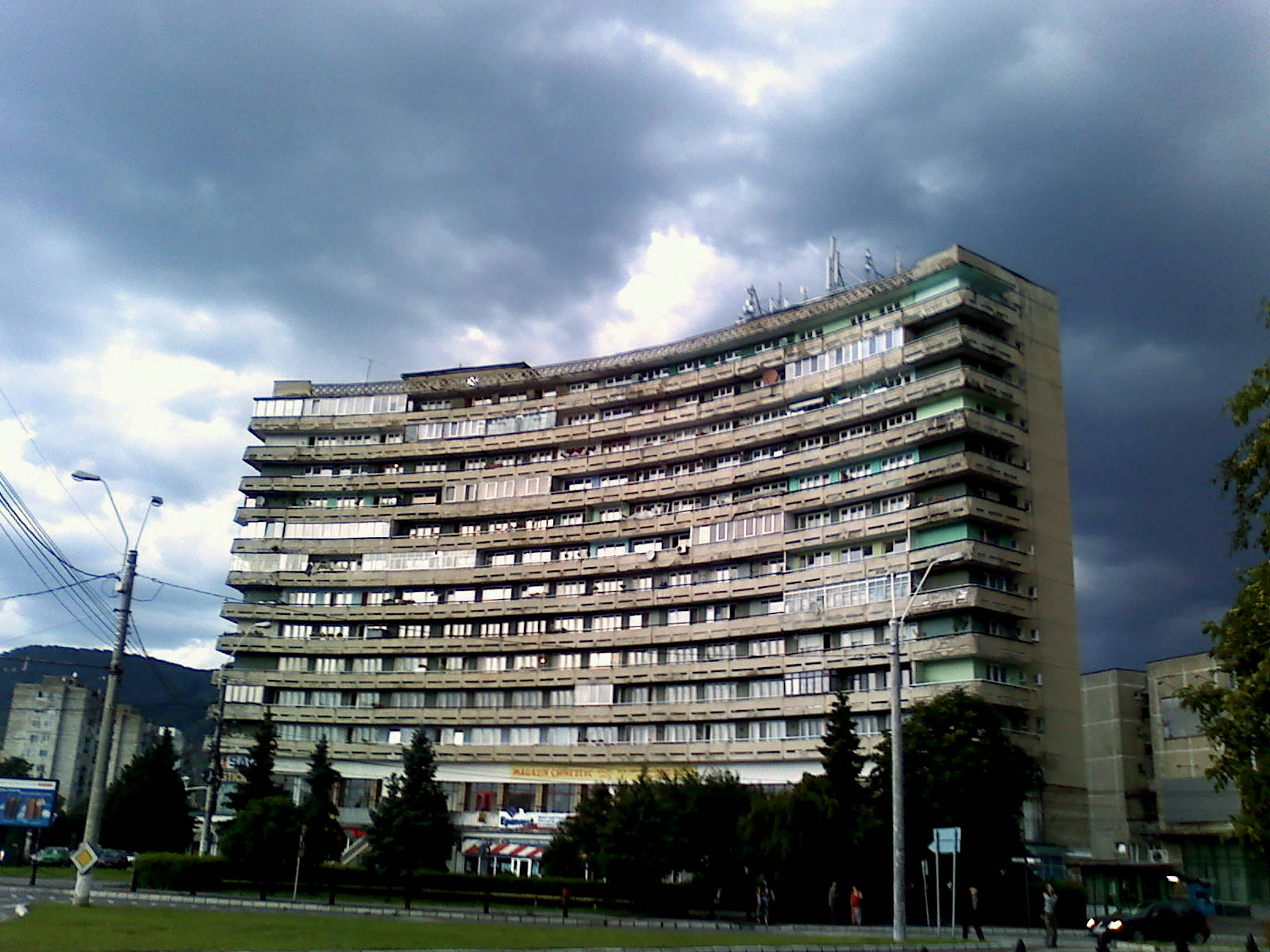
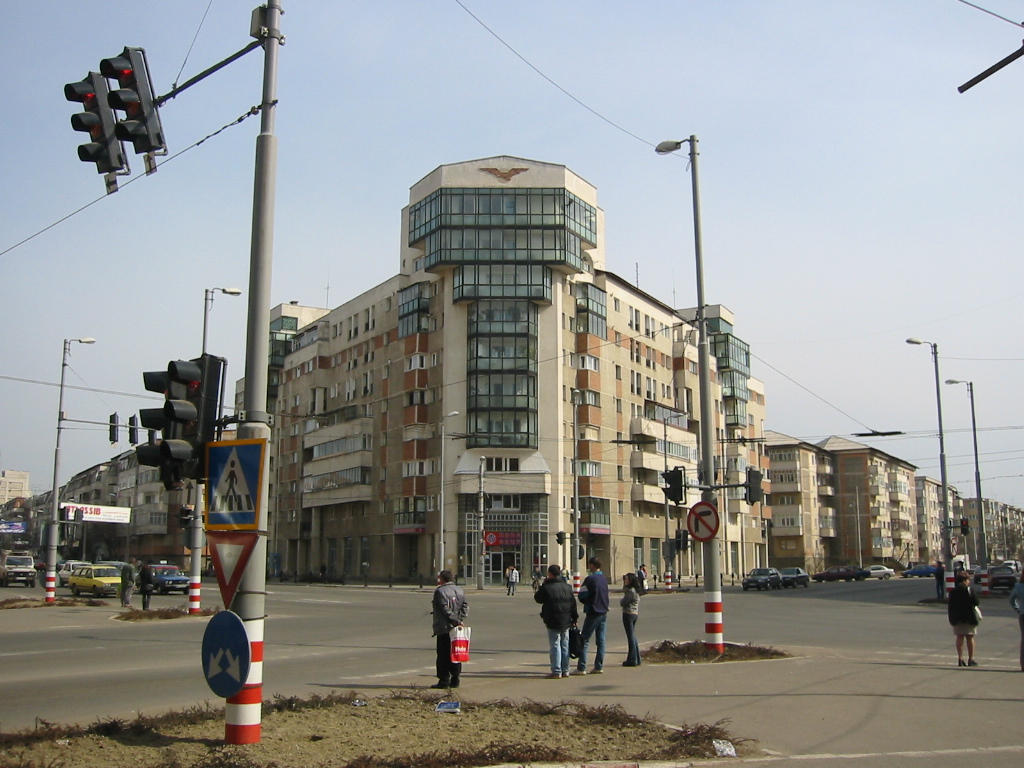

## Idrott
CS Minaur Baia Mare är en framstående handbollsklubb som både spelar dam- och herrhandboll.